# Jonas Høgh-Christensen
Jonas Høgh-Chrisensen (født 21. maj 1981 i København) er en dansk finnjollesejler. Han har vundet VM i 2006 og 2009 og deltaget i to olympiske lege, lige som han blev udtaget til legene i 2012 og 2016. Han vandt sølv ved Sommer-OL 2012 i London.

## Karriere
Som 11-årig begyndte han at sejle, og hans karriere tog hurtigt fart. I 1999 deltog han i VM i Europajolle, men endte på en fjerdeplads grundet en fejldom. Han havde satset på førstepladsen og solgte konsekvent sin jolle. I 2000 var savnet dog for stort, og efter at have vist sit værd i en yngling-båd, købte han en finnjolle.
Høgh-Chrisensen sejler for den danske sejlklub Kongelig Dansk Yachtklub. Han har sejlnummer DEN 2.
I 2006 vandt Høgh-Chrisensen VM for finnjoller. En præstation, som han gentog i 2009 på hjemmebane i Vallensbæk, uden den store træning. Han havde praktisk talt ikke siddet i båden, siden OL 2008 i Kina.
Siden juni 2006 har han ført verdensranglisten for finnjoller.
Høgh-Christensen deltog i finnjolle ved OL 2004 og 2008, hvor han blev henholdsvis nummer ni og nummer seks.
Efter VM 2009 indstillede han karrieren, men gjorde senere comeback og kvalificerede sig til OL i London 2012, da han blev nummer fire ved VM i Perth.
I 2003 blev Høgh-Christensen kåret som Årets Fund i dansk idræt.
I 2006 vandt han prisen Årets Sejlsportspræstation.
I 2012 vandt han sølv ved Sommer-OL 2012.